# Takeo (Saga)
Takeo (武雄市, Takeo-shi) est une ville située dans la préfecture de Saga, sur l'île de Kyūshū, au Japon.

## Géographie

### Situation
Takeo est située dans l'ouest de la préfecture de Saga.

### Démographie
En mars 2023, la population de Takeo s'élevait à 47 502 habitants répartis sur une superficie de 195,40 km2.

## Histoire
Takeo a acquis le statut de ville en 2006.

## Transports
Takeo est desservie par la ligne Shinkansen Nishi Kyūshū à la gare de Takeo-Onsen, ainsi que par la ligne Sasebo de la JR Kyushu.

## Jumelage
Takeo est jumelée avec Sebastopol aux États-Unis.